# Hyden
Hyden è un comune degli Stati Uniti d'America, situato nello Stato del Kentucky, nella Contea di Leslie, della quale è il capoluogo.